# Alloniscus nacreus
Alloniscus nacreus är en kräftdjursart som beskrevs av Walter E. Collinge 1922. Alloniscus nacreus ingår i släktet Alloniscus och familjen Alloniscidae. Inga underarter finns listade i Catalogue of Life.